# 1813 год в науке
В 1813 году были различные научные и технологические события, некоторые из которых представлены ниже.

## События
- 12 ноября открыта Кёнигсбергская обсерватория, просуществовавшая до 25 августа 1944 года.

## Открытия
- Григорий Фишер фон Вальдгейм описал по ископаемым остаткам птеродактиля род Pterotherium (младший синоним Pterodactulus[1])[2].

## Изобретения
- В Англии построен «Механический путешественник» (англ. Mechanical traveller), более известный как Шагающий паровоз или Паровой конь — один из первых в мире паровозов. Он передвигался по рельсам с помощью двух механических «ног», толкающих его по пути.
- В Англии построен «Пыхтящий Билли» (англ. Puffing Billy) — один из самых первых паровозов и, возможно, первый паровоз, который оказался действительно практичным, так как на нём впервые было реализовано вождение поездов лишь за счёт силы сцепления колёс с рельсами, без каких либо дополнительных устройств (вроде зубчатой рейки на путях).

## Печатные издания
- Издана Flora Americae septentrionalis (рус. Флора Северной Америки) — работа в двух томах, написанная немецко-американским ботаником Фредериком Трауготтом Пуршем (1774—1820).
- В журнале «Bulletin de la société philomatique» Симеон Пуассон опубликовал работу «Remarques sur une équation qui se présente dans la théorie des attraction» в которой выводится эллиптическое дифференциальное уравнение в частных производных для потенциала, названное его именем.
- Вышла в свет работа Анри де Сен-Симона — La physiologie sociale (рус. Социальная философия)[3].

## Родились
- 18 января — Афанасий Семёнович Рогович, русский ботаник и палеонтолог[4].
- 31 марта — Огюст Карайон, французский историк, иезуит.
- 5 мая — Сёрен Кьеркегор, датский философ, представитель теистического экзистенциализма.
- 25 июня — Эдуард Юлий Теодор Фридлендер, немецкий нумизмат, директор Берлинского музея, член  Берлинской академии наук[5].
- 17 июля — Нильс Мандельгрен, шведский учёный, археолог, художник, фольклорист, коллекционер, историк искусства, инженер[6].
- 5 августа — Ивар Осен, норвежский лингвист и поэт, создатель норвежского литературного языка.
- 9 августа — Уильям Фокс[англ.], английский священник и палеонтолог[7].

## Скончались
- 13 января — Антон Бернолак, словацкий филолог и католический священник. Автор первой кодификации словацкого литературного языка.
- 1 июня — Джироламо Саладини, итальянский математик.
- 23 августа — Александр Вильсон, американский орнитолог и иллюстратор.
- 22 ноября — Иоганн Христиан Рейль, — немецкий врач, физиолог, философ и педагог, придумавший термин «психиатрия» и «госпиталь для психической терапии» (психиатрическая больница)[8][9].